# Disocactus biformis
Disocactus biformis ist eine Pflanzenart aus der Gattung Disocactus in der Familie der Kakteengewächse (Cactaceae). Das Artepitheton biformis bedeutet ‚zweiförmig, zweigestaltig‘.

## Beschreibung
Disocactus biformis bildet einen zylindrisch geformten Stamm von 20 bis 50 Zentimeter Länge aus. Die einzelnen Triebe sind reich verzweigt blattartig flach und bis zu 20 Zentimeter lang und nur 1 bis 2 Zentimeter breit mit einem etwas gezähmten Rand. Die Areolen sind unbedornt und klein. Die rötlich bis magentafarbenen Blüten sind 5 bis 6 Zentimeter lang. Sie erscheinen seitlich aus den obersten Areolen und sind aufwärts etwas gebogen und trichterig. Die Früchte sind rötlich purpurfarben, eiförmig bis birnenförmig und von 1,5 Zentimeter Länge.

## Verbreitung, Systematik und Gefährdung
Disocactus biformis ist in Guatemala in den Verwaltungsbezirken Quetzaltenango, Sacatepéquez, Sololá und in El Salvador in der Provinz Santa Ana verbreitet und kommt in Höhenlagen zwischen 1200 und 1840 Meter vor.
Die Erstbeschreibung als Cereus biformis erfolgte 1843 durch John Lindley. Zwei Jahre später stellte er die Art in die Gattung Disocactus. Weitere nomenklatorische Synonyme sind Disisocactus biformis (Lindl.) Kunze (1845, unkorrekter Name ICBN-Art. 11.4), Phyllocactus biformis (Lindl.) Labour. (1853), Epiphyllum biformis (Lindl.) G.Don (1855) und Epiphyllum biforme (Lindl.) G.Don (1855, orth. var.).
In der Roten Liste gefährdeter Arten der IUCN wird die Art als „Endangered (EN)“, d. h. als stark gefährdet geführt.

## Nachweise